# Karin Ertl
Karin Ertl (dekliški priimek Specht), nemška atletinja, * 23. junij 1974, Immenstadt, Zahodna Nemčija.
Nastopila je na poletnih olimpijskih igrah v letih 2000 in 2004, dosegla je sedmo in sedemnajsto mesto v sedmeroboju. Na svetovnih dvoranskih prvenstvih je osvojila bronasto medaljo v peteroboju leta 2001, na evropskih dvoranskih prvenstvih pa v isti disciplini naslov prvakinje leta 2000 in bronasto medaljo leta 1998.